# Victor Adamson
Albert Victor Adamson (Kansas City, 4 gennaio 1890 – Los Angeles, 9 novembre 1972) è stato un regista, produttore cinematografico, attore e sceneggiatore statunitense.

## Biografia
Nato in Missouri, è cresciuto in Nuova Zelanda. Verso la fine degli anni dieci è ritornato negli Stati Uniti e ha cominciato ad avviarsi nel mondo del cinema. Il suo primo lavoro come attore e regista è Stockman Joe (1910). Negli anni venti ha usato lo pseudonimo Denver Dixon.
Ha lavorato spesso nei generi B-Movie, film a basso costo e western.
È il padre di Al Adamson, anch'egli prolifico regista di B-movie.
Da regista e produttore ha lavorato in circa 25 film, mentre da attore ha preso parte ad oltre 250 produzioni (spesso non accreditato) tra il 1910 e il 1962, le ultime delle quali sotto la regia del figlio Al.

## Filmografia

### Regista e produttore
- Stockman Joe (1910)
- The Lone Rider (1922) – Co-regia con John Frederick Caldwell
- Pioneer's Gold (1924)[3]
- Rider of Mystery Ranch (1924)[3]
- Ace of Cactus Range (1924) – Co-regia con Malon Andrus[3]
- South of Santa Fe (1924)[3]
- Romance of the Wasteland (1924)
- The Terror of Pueblo (1924)[3]
- The Buckskin Texan (1925) – Cortometraggio[3]
- The Battle of Lone Star (1925) – Cortometraggio[3]
- The Desert Scout (1925) – Cortometraggio[3]
- Wheels of the Pioneers (1925) – Cortometraggio[3]
- Frontier Love (1925) – Cortometraggio[3]
- Broken Trails (1925) – Cortometraggio[3]
- Shadow Ranger (1926)[3]
- Salt Lake Trail (1926)[3]
- The Man from the Rio Grande (1926)[3]
- Paths of Flame (1926)[3]
- Compassion (1927) – Co-regia con Norval MacGregor
- Desert Vultures (1928)
- The Old Oregon Trail (1928)[3]
- Sagebrush Politics (1929)
- Sweeping Against the Winds (1930)
- The Fighting Cowboy (1933)[3]
- Lightning Range (1933)[3]
- Circle Canyon (1933)
- Lighting Bill (1934)
- The Pecos Dandy (1934) – Co-regia con Horace B. Carpenter
- Adventures of Texas Jack (1934)[3]
- Rawhide Romance (1934)[3]
- The Boss Cowboy (1934)
- Range Riders (1934)[3]
- Desert Mesa (1935)[4]
- Arizona Trails (1935)[4]
- Henry's Week End on the Desert (1935) – Cortometraggio[5]

### Solo regista
- Half Way to Hell (1960)[6]

### Solo produttore
- The Bandit Chaser, regia di Jerry Callahan (1928)
- Below the Border, regia di Bruce M. Mitchell (1929)
- Riding Speed, regia di Jay Wilsey (1934)
- The Rawhide Terror, regia di Bruce M. Mitchell e Jack Nelson (1934)

### Sceneggiatore
- The Lone Rider, regia di Victor Adamson e John Frederick Caldwell (1922)
- The Old Oregon Trail, regia di Victor Adamson (1928)[3]
- Circle Canyon, regia di Victor Adamson (1933)
- Adventures of Texas Jack, regia di Victor Adamson (1934)[3]
- The Rawhide Terror, regia di Bruce M. Mitchell e Jack Nelson (1934)
- Desert Mesa, regia di Victor Adamson (1935)[4]
- Henry's Week End on the Desert, regia di Victor Adamson (1935) – Cortometraggio[5]
- Roll Wagons Roll, regia di Albert Herman (1940)

### Attore
- Stockman Joe, regia di Victor Adamson (1910)
- The Lone Rider, regia di Victor Adamson e John Frederick Caldwell (1922)
- Below the Border, regia di Bruce M. Mitchell (1929)
- The Pecos Dandy, regia di Victor Adamson e Horace B. Carpenter (1934)
- Carrying the Mail, regia di Robert Emmett Tansey (1934) – Cortometraggio[3]
- Adventures of Texas Jack, regia di Victor Adamson (1934)[3]
- Henry's Week End on the Desert, regia di Victor Adamson (1935) – Cortometraggio[5]
- Ambush Valley, regia di Bernard B. Ray (1936)[7]
- Gli avventurieri delle rocce (Romance of the Rockies), regia di Robert N. Bradbury (1937)[3]
- Where the Buffalo Roam, regia di Albert Herman (1938)[3]
- Five Bloody Graves, regia di Al Adamson (1969)[3]